# Porta giratòria (política)

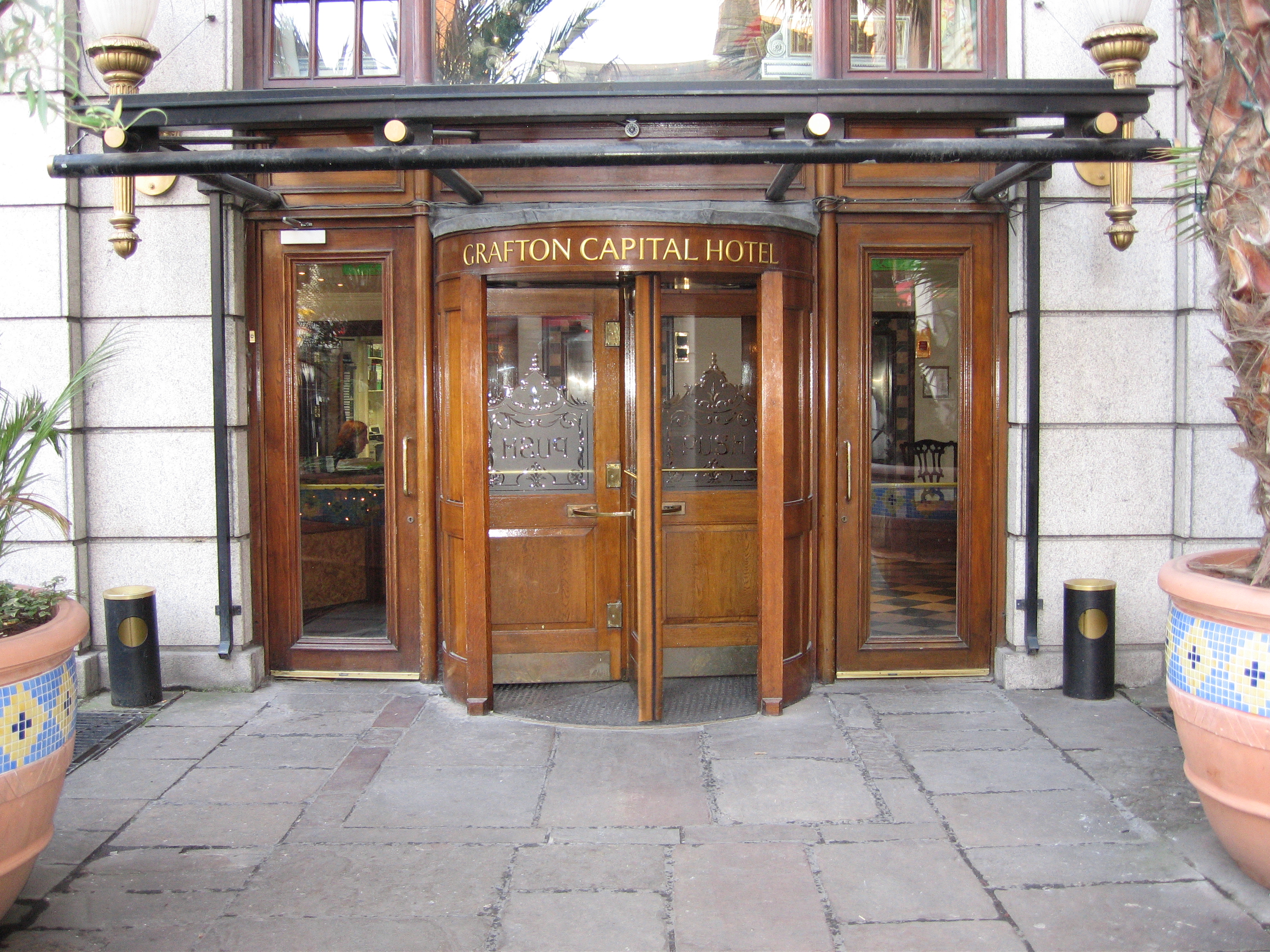
La metàfora de "porta giratòria" s'ha utilitzat per descriure el moviment de persones d'una feina del sector públic a una altra del sector privat, i viceversa.

Porta giratòria, en política, fa referència al fet que una persona que treballa a l'esfera pública passi a treballar per una empresa privada. Aquest moviment de personal produeix un conflicte d'interessos entre les esferes pública i privada. Analistes polítics sostenen que aquest moviment de personal pot provocar en una relació poc sana entre els sectors públic i privat. 
Els governs contracten professionals de la indústria per a la seva experiència en el sector privat, la seva influència professional (amb empreses que el govern intenta regular o bé fer-hi negocis), i/o per obtenir el suport polític de certes corporacions. Per la seva banda, la indústria, contracta gent del govern per obtenir accés a persones clau de l'Estat, per influenciar una legislació favorable a la seva tasca empresarial, o bé per assabentar-se d'allò que succeix al govern. Ex polítics cobren grans retribucions per haver acceptat en el passat que una determinada empresa hagi estat afavorida per un determinat govern.